# ماوريسيو ارياس
ماوريسيو ارياس (بالإسبانية: Mauricio Arias)‏ (27 أكتوبر 1984 بكونثبثيون في تشيلي - ) هو لاعب كرة قدم تشيلي في مركز الظهير. لعب مع أوداكس إيتاليانو وإيفرتون دي فينا ديل مار ونادي أونيفرسيداد دي تشيلي ونادي أوهيجينس ونويفا شيكاجو وتاليريس كوردوبا وهواتشيباتو وديبورتيفو نوبلينس ‏.

## روابط خارجية
- ماوريسيو ارياس على موقع إي إس بي إن إف سي (الإنجليزية)
- ماوريسيو ارياس على موقع قاعدة بيانات كرة القدم.إي يو (الإنجليزية)
- ماوريسيو ارياس على موقع ناشيونال فوتبول تيمز (الإنجليزية)
- ماوريسيو ارياس على موقع Soccerway.com (الإنجليزية)
- ماوريسيو ارياس على موقع عالم كرة القدم.نت (الإنجليزية)